# Liste der deutschen Botschafter in Brunei
Die Liste der deutschen Botschafter in Brunei enthält alle Botschafter der Bundesrepublik Deutschland in Brunei seit 1985. Sitz der Botschaft ist Bandar Seri Begawan.
| Name                   | Amtszeit  | Anmerkungen                                                                          |
| ---------------------- | --------- | ------------------------------------------------------------------------------------ |
| Eckart Cuntz           | 1985–1988 | Mit dem Alter von 34 Jahren bei seinem Amtsantritt jüngster Botschafter aller Zeiten |
| Gregor Koebel          | 1988–1990 |                                                                                      |
| Karl Walter Lewalter   | 1993–1994 |                                                                                      |
| Heinrich Seemann       | 1994–1996 |                                                                                      |
| Ingmar Brentle         | 1996–1999 |                                                                                      |
| Klaus-Peter Brandes    | 1999–2001 |                                                                                      |
| Adalbert Rittmüller    | 2001–2004 |                                                                                      |
| Conrad Cappell         | 2004–2008 |                                                                                      |
| Thomas Bruns           | 2008–2011 |                                                                                      |
| Bernd Morast           | 2011–2012 |                                                                                      |
| Roland Christian Grafe | 2012–2017 |                                                                                      |
| Peter Hermann Wolff    | 2017–2020 |                                                                                      |
| Gerda Winkler          | seit 2020 |                                                                                      |